# Prosoplus strenuus
Prosoplus strenuus là một loài bọ cánh cứng trong họ Cerambycidae.